# 偶像戲劇工作團
《偶像戲劇工作團》或譯《偶像電視劇工作團》，為韓國KBS於2017年5月起播出的真人實境秀綜藝節目，主要演出者為七位女子團體成員，分別為Mamamoo的玟星（隊長）、Red Velvet的瑟琪、企劃團體I.B.I的昭希、SONAMOO的D.ana、Oh My Girl的YooA、Lovelyz的洙正和企劃團體I.O.I的昭彌。因為七人在KBS月火連續劇《三流之路》試鏡失敗，而決定自編戲劇。他們將擔任共同編劇，將自己的故事寫入劇本並親自演出，但與自身性格南轅北轍。節目於2017年5月29日首播，每周星期一、三、五晚上11時（韓國時間）在Naver的TVCast及V App平台上作先行網絡播放，6月10日起於KBS Joy及KBS World頻道播放。從第二集起，每集片尾也會灌輸跟創作版權相關的知識，七位成員創作的劇本和歌詞亦受版權保護。
成員們在節目中所創作及實際演出的電視劇名為《只走花路吧》（韓語：꽃길만 걷자），劇中所組成的企劃團體名為「鄰家少女」（韓語：옆집 소녀），劇情講述「林娛樂」七位練習生奮鬥成為女團「鄰家少女」成員出道的故事，當中加插了演出成員們的真實練習及出道經驗。《只走花路吧》從6月26日起，連續8日，在韓國時間上午11時在V App首播。7月4日韓國時間上午11時，推出各團員在劇中虛構的偶像生存實境節目《The Five》的個人表演完整版影片。
劇中「鄰家少女」的團體問候語分別為“叩叩叩 ！大家好，我們是鄰家少女！”（韓語：똑똑똑  안녕하세요  옆집소녀입니다！）和“前鄰、後鄰、樓上，都不是！大家好，我們是鄰家少女！”（韓語：앞집  뒷집  윗집  아니죠～ 안녕하세요 옆집소녀입니다 !）。

## 演出者
| 藝名         | 藝名     | 藝名   | 本名                    | 本名                        | 本名                    | 出生日期/地點                      | 所屬團體      | 經紀公司        |
| 藝名         | 英文     | 諺文   | 本名                    | 羅馬拼音                    | 諺文                    | 出生日期/地點                      | 所屬團體      | 經紀公司        |
| 鄰家少女成員 |          |        |                         |                             |                         |                                    |               |                 |
| 玟星         | Moonbyul | 문별   | 文星伊                  | Moon Byul E                 | 문별이                  | 1992年12月22日 · 京畿道富川市      | MAMAMOO       | RBW             |
| 瑟琪         | Seulgi   | 슬기   | 康瑟琪                  | Kang Seul Gi                | 강슬기                  | 1994年2月10日 · 京畿道安山市檀園區 | Red Velvet    | SM              |
| 昭希         | Sohee    | 소희   | 金昭希                  | Kim So Hee                  | 김소희                  | 1995年1月20日 · 釜山廣域市         | C.I.V.A I.B.I | Music Works     |
| D.ana        | Diaena   | 디애나 | 曹恩愛                  | Jo Eun Ae                   | 조은애                  | 1995年9月10日 · 首爾特別市         | SONAMOO       | TS              |
| YooA         | YooA     | 유아   | 劉始我                  | Yoo Si A                    | 유시아                  | 1995年9月17日 · 首爾特別市         | Oh My Girl    | WM              |
| 洙正         | Sujeong  | 수정   | 柳洙正                  | Ryu Soo Jung                | 류수정                  | 1997年11月19日 · 大田廣域市        | Lovelyz       | Woollim         |
| 昭彌         | Somi     | 소미   | 全昭彌 埃妮卡·昭彌·杜馬 | Jeon So Mi Ennik Somi Douma | 전소미 에닉 소미 도우마 | 2001年3月9日 · 加拿大安大略省      | I.O.I UNNIES  | The Black Label |

| 藝名                   | 藝名            | 藝名            | 所屬團體        | 演出集數    | 角色介紹                                                                                               |
| 藝名                   | 英文            | 諺文            | 所屬團體        | 演出集數    | 角色介紹                                                                                               |
| 其他演出者（按出場序） |                 |                 |                 |             | |
| 張元英                 | Jang Won Young  | 장원영          | 不適用          | 第1－8集    | 「林娛樂」的張室長，鄰家少女的負責人，亦是《The Five》的評審之一。 劇外是成員們的演技指導老師。        |
| 全昭旻                 | Jeon So Min     | 전소민          | 不適用          | 第1、8集    | 鄰家少女的歌手前輩。                                                                                   |
| 申鉉濬                 | Shin Hyun joon  | 신현준          | 不適用          | 第1、7集    | 《音樂銀行》的製作導演（PD）。                                                                         |
| 白娥娟                 | Baek A Yeon     | 백아연          | 不適用          | 第1、8集    | 《音樂銀行》一位候補挑戰者。                                                                           |
| Snuper全員             | Snuper全員      | Snuper全員      | Snuper全員      | 第1、8集    | 《音樂銀行》表演者。                                                                                   |
| SONAMOO全員            |                 |                 |                 | 第1、8集    | 《音樂銀行》表演者。                                                                                   |
| MASC全員               |                 |                 |                 | 第1、8集    | 《音樂銀行》表演者。                                                                                   |
| VICTON全員             |                 |                 |                 | 第1、8集    | 《音樂銀行》表演者。                                                                                   |
| MOMOLAND全員           |                 |                 |                 | 第1、8集    | 《音樂銀行》表演者。                                                                                   |
| 金鍾旼                 | Kim Jong Min    | 김종민          | 高耀太          | 第2集       | 豬蹄外送員。                                                                                           |
| 林元熙                 | Im Won Hee      | 임원희          | 不適用          | 第2－8集    | 「林娛樂」公司代表，亦是《The Five》的評審之一。                                                       |
| 權五重                 | Kwon Oh Jong    | 권오중          | 不適用          | 第2集       | 張室長的朋友。                                                                                         |
| 裴潤靜                 | Bae Yoon Jung   | 배윤정          | 不適用          | 第3、4、8集 | 鄰家少女的舞蹈老師，亦是《The Five》的評審之一。                                                       |
| 全炫茂                 | Jun Hyun Moo    | 전현무          | 不適用          | 第4集       | 偶像生存實境節目《The Five》的主持人。                                                                 |
| Dynamic Duo全員        | Dynamic Duo全員 | Dynamic Duo全員 | Dynamic Duo全員 | 第5集       | 玟星的說唱指導老師。                                                                                   |
| 請夏                   | Chungha         | 청하            | I.O.I           | 第5、6集    | 昭彌的朋友、另一家經紀公司的預備出道練習生。                                                           |
| 金根秀                 | Kim Guen Soo    | 김근수          | 不適用          | 第5集       | 請夏經紀公司的公司代表。                                                                               |
| 成秉淑                 | Sung Byung Sook | 성병숙          | 不適用          | 第5集       | 昭希的奶奶。                                                                                           |
| 振永                   | Jinyoung        | 진영            | B1A4            | 第6、7集    | JYP屬下的音樂製作人，前「林娛樂」練習生，鄰家少女的前輩。 劇外是《Deep Blue Eyes》的實際創作和製作人。 |
| 惠林                   | Hyerim          | 혜림            | Wonder Girls    | 第8集       | 在表演場地拍下鄰家少女演出片段並上傳網絡的女性，片段令她們爆紅。                                       |
| 康男                   | Kangnam         | 강남            | 不適用          | 第8集       | 《音樂銀行》的主持人。                                                                                 |
| 娜玹                   | Nahyun          | 나현            | SONAMOO         | 第8集       | 《音樂銀行》的主持人。                                                                                 |

## 數位原聲碟
| 年份   | 發佈日期 | 曲名                                                   | 演唱者              | 版本                                                          | 附註                                                                           |
| 2017年 | 6月7日   | 《阳伞》 （파라솔）                                    | 秀彬 （Dal★Shabet） | YouTube                                                       |                                                                                |
| 2017年 | 6月14日  | 《Deep Blue Eyes》 （딥 블루 아이즈）                  | 鄰家少女            | V LIVE （页面存档备份，存于）、YouTube （页面存档备份，存于） | 由振永作曲、填詞及製作，玟星及D.ana創作RAP歌詞，Oh My Girl勝熙參與歌曲試唱錄音 |
| 2017年 | 6月21日  | 《天气预报员 (全天晴天)》 （기상캐스터 (온종일 맑음)） | Grace               | YouTube                                                       |                                                                                |
| 2017年 | 6月28日  | 《You can feel it》                                    | 柳星恩              | YouTube                                                       |                                                                                |